# Педро Хименес
Pedro Ximénez (рус. Педро Хименес), сокращённо PX — это белый винный (технический) сорт винограда, широко культивируемый в испанских регионах Андалусия, Эстремадура и Валенсия для производства очень сладких, насыщенных «заизюмленных» вин.
На выращивании этого винограда специализируется андалусийский район Монтилья-Морилес — засушливая местность, лежащая к югу от Кордовы. Полученный там урожай винограда либо перерабатывается местными виноделами, либо идёт на производство знаменитых на весь мир испанских креплёных вин — херес и малага. За пределами своей родины  Педро Хименес успешно культивируют, но в очень небольших количествах, в Австралии, Южной Америке и России (Таманский полуостров).
Сорт среднего периода созревания. Листья крупные, округлые, глубокорассеченные, пятилопастные, снизу опушенные. Черешковая выемка открытая или закрытая. Грозди средние или крупные, цилиндроконические, средней плотности. Ягоды средние, овальные, золотистые. Сорт Педро Хименес восприимчив к мильдью, среднеустойчив к оидиуму, ягоды в обычных условиях не загнивают.

## Другие названия
Виноград имеет множество названий, например Ximénez, Jimenez, Ximénès, Pedro, Pedro Giménez, Pedro Jimenez, Pedro Khimenes, Pedro Ximénès, Pedro Ximenes De Jerez, Pedro Ximenez De Montilla, Pero Ximen, Pasa Rosada De Malaga, Uva Pero Ximenez, Uva Pero Ximen, Pero Ximenez, Alamis De Totana, Alamis, Ximenecia, а также ошибочно называется «мюскадель».
Аргентинский сорт Педро Гименес, несмотря на схожесть названий, не имеет отношения к Педро Хименесу, что было доказано генетическими исследованиями швейцарского ампелографа Жозе Вуйямо.